# レンツォ・ゾルジ
レンツォ・ゾルジ（Renzo Zorzi, 1946年12月12日 - 2015年5月15日）は、イタリア・トレント県ジアーノ・ディ・フィエンメ出身の元レーシングドライバー。1975年から1977年までF1グランプリに参戦、7戦に出走した。

## 来歴・人物
ゾルジは1972年にイタリアF3でレースを始めた。以後1975年までF3に参戦していたが、同年9月のF1第13戦イタリアグランプリでスポンサー資金を持ち込みウィリアムズからウィリアムズ・FW03に乗りスポット参戦する機会を得てF1にデビュー、14位で完走した。1976年ブラジルグランプリでもウィリアムズ・FW04でスポット参戦し9位で完走するが持ち込み資金が終了し参戦を終了。以後はワールドスポーツカーレース選手権のヴァレルンガ6時間レースにランチア・ストラトスで、ムジェロ6時間レースにフォード・エスコートでスポット参戦した。
1977年にイタリア人のスポンサー、フランコ・アンブロジオの支援によりシャドウに加入しF1に再挑戦。5レースに出走し、1回完走して1ポイントを記録した。5月の第5戦スペインGPを最後にスポンサー資金が尽き、F1参戦を終えた。
F1世界選手権ではないが、彼はその後1980年に非選手権のオーロラAFX・F1シリーズのモンツァで開催された1戦にC.W.Clowes Racingが購入したアロウズ・A1でスポット参戦したことがあるが、アクシデントによりリタイアした。

### チームメイトを失った悲劇
シャドウから参戦した1977年南アフリカGPではゾルジが間接的に関わった恐ろしい事故が起こった。彼のマシンのエンジンが故障してリタイヤした結果、小規模な火災が起こった。ゾルジがマシンに取り付けられた消火器で消火しようとしたが、それにも関わらず2人のファイアマーシャルがコースを横切って走ってきた。その一人、ジャンセン・バン・ヴーレンがゾルジのチームメイト、トム・プライスのマシンに撥ねられて死亡。またプライスもこの事故で死亡した。

### スポーツカーレース
1977年シーズン後半からはスポーツカー世界選手権に参戦し、1979年モンツァ1000kmではローラ・T286をマルコ・カポフェッリとのチームで優勝に導いた。1985年のモンツァ1000kmでブルンモータースポーツのオスカー・ララウリのチームメイトとしてポルシェ・956で参戦する一員に加わり、これを最後に引退した。
引退後は南イタリアのビネット競馬場でピレリ・ドライビングスクールを経営していた。
ゾルジは長い闘病の後、2015年5月15日にマジェンタのフォルナローリ病院で68歳で死去した。彼は故郷ジアーノ・ディ・フィエンメの墓地に埋葬された。

## レース戦績

### ヨーロッパ・フォーミュラ3選手権
| 年     | エントラント             | シャシー | エンジン | 1     | 2     | 3   | 4       | 5   | 6     | Pos. | Pts |
| ------ | ------------------------ | -------- | -------- | ----- | ----- | --- | ------- | --- | ----- | ---- | --- |
| 1975年 | スクーデリア・ミラベッラ | GRD 374  | ランチア | MON 1 | NÜR 6 | AND | MNZ DNQ | CET | DJU 6 | 3位  | 11  |

### フォーミュラ1
| 年     | 所属チーム   | シャシー | 1       | 2     | 3       | 4       | 5       | 6   | 7   | 8   | 9   | 10  | 11  | 12  | 13     | 14  | 15  | 16  | 17  | WDC  | ポイント |
| ------ | ------------ | -------- | ------- | ----- | ------- | ------- | ------- | --- | --- | --- | --- | --- | --- | --- | ------ | --- | --- | --- | --- | ---- | -------- |
| 1975年 | ウィリアムズ | FW03     | ARG     | BRA   | RSA     | ESP     | MON     | BEL | SWE | NED | FRA | GBR | GER | AUT | ITA 14 | USA |     |     |     | NC   | 0        |
| 1976年 | ウィリアムズ | FW04     | BRA 9   | RSA   | USW     | ESP     | BEL     | MON | SWE | FRA | GBR | GER | AUT | NED | ITA    | CAN | USA | JPN |     | NC   | 0        |
| 1977年 | シャドウ     | DN5B     | ARG Ret | BRA 6 |         |         |         |     |     |     |     |     |     |     |        |     |     |     |     | 21位 | 1        |
| 1977年 | シャドウ     | DN8      |         |       | RSA Ret | USW Ret | ESP Ret | MON | BEL | SWE | FRA | GBR | GER | AUT | NED    | ITA | USA | CAN | JPN | 21位 | 1        |

(key)